# Libración

La animación muestra un conjunto de vistas simuladas de la luna a lo largo de un mes.

Se denomina libración lunar al conjunto de movimientos de oscilación que presenta el disco de la Luna con respecto a un observador ubicado en la Tierra.
Se da la circunstancia de que la Luna tarda el mismo tiempo en dar una vuelta sobre sí misma que en dar una vuelta completa en torno a la Tierra con respecto a un punto fijo (lo que se conoce como período sideral, que dura 27 días, 7 horas, 43 minutos y 11,5 segundos). Eso hace que la cara vista desde la Tierra sea siempre la misma. Esto significaría que un observador terrestre solamente podría conocer el 50 % de la superficie lunar.
Sin embargo, esto no es así. Aunque el movimiento de la Luna alrededor de su eje de rotación está sincronizado con su traslación alrededor de la Tierra, estas libraciones permiten a un observador terrestre ver diferentes imágenes de la superficie lunar en momentos diferentes. De hecho, un observador terrestre podrá contemplar el 59 % de la superficie del satélite al cabo de observaciones sucesivas.

## Historia del descubrimiento

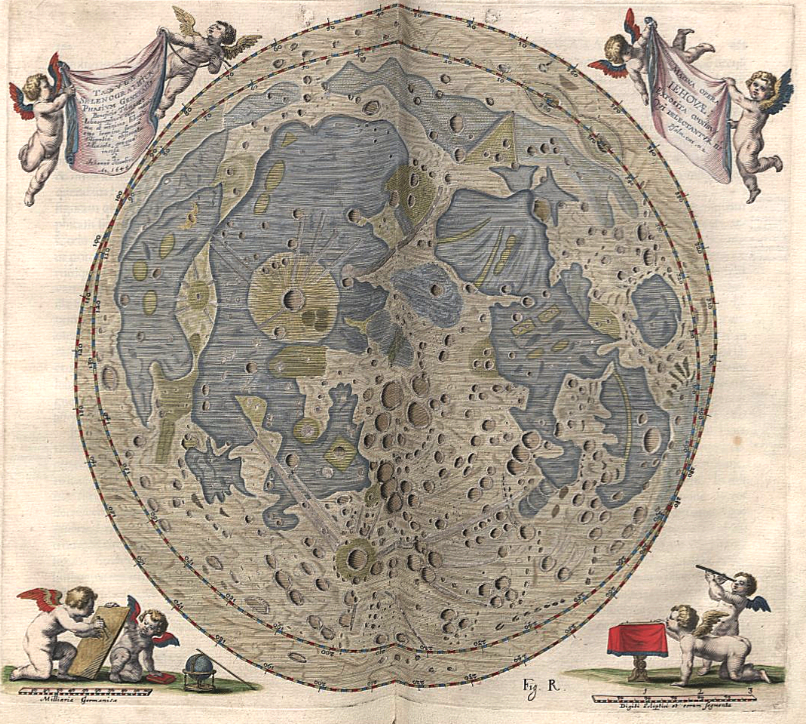
Mapa lunar de Johannes Hevelius de su Selenographia (1647). Este es el primer mapa que incluye las zonas de libración.

El descubrimiento de la libración de la Luna suele atribuirse a Galileo Galilei en 1632. En su Diálogos sobre los dos máximos sistemas del mundo menciona un  titubeo  (la libración paraláctica) y habla «[una] extraña peculiaridad: vemos más de la mitad de la Luna». En una carta de 1638 señala ya otras formas de libración.
Es posible que haya sido observada antes por Thomas Harriot y antes aún por William Gilbert, quienes crearon mapas de la Luna (Gilbert todavía sin telescopio). Harriot conocía el mapa y la escritura de Gilbert, que luego se perdieron.El descubrimiento de la libración de la longitud suele atribuirse a Johannes Hevelius (Selenographia 1647).
Muchos astrónomos y matemáticos se propusieron entonces explicar y modelar los movimientos de la Luna. Entre ellos,  Tobias Mayer, de Göttingen, dio una explicación geométrica de las libraciones hacia 1750 en su obra Kosmographische Nachrichten. En los albores del siglo XIX, los franceses Joseph Louis Lagrange y Pierre Simon de Laplace desarrollaron las herramientas matemáticas que permitieron determinar las tablas de la Luna con gran precisión.

## Tipos de libración lunar
Hay tres tipos de libración lunar. La más importante es la libración en longitud; esta se debe a que la órbita de la Luna alrededor de la Tierra es algo excéntrica (es decir, la Tierra no está exactamente en el centro de la órbita lunar). Eso significa que la Luna acelera su velocidad cuando está más cerca de la Tierra, y la desacelera cuando está más lejos, manteniendo constante el giro sobre sí misma, produciéndose así un pequeño desajuste entre ambos movimientos (desajuste que queda cancelado al completar la Luna su período orbital auténtico). Eso hace que la rotación de la Luna (o giro sobre sí misma) algunas veces se adelante y  otras se atrase con respecto a su posición orbital (o vuelta en torno a la Tierra). La libración en longitud hace que la Luna oscile respecto a nosotros en la dirección este-oeste, con una amplitud máxima de 7°54′.
La libración en latitud es consecuencia de la pequeña inclinación del eje de rotación de la Luna con respecto a la normal al plano de su órbita alrededor de la Tierra. Al igual que el eje de rotación de la Tierra está inclinado, lo que produce las estaciones debido a la rotación alrededor del Sol, también lo está el eje de la Luna con respecto a su propia órbita en torno a la Tierra. Ello hace que la Luna aparentemente oscile en la dirección norte-sur, con una amplitud de 6°50′. Lo que significa, para un observador terrestre, que se puede observar un pequeño sector oculto más allá del polo norte lunar y otro pequeño sector oculto más allá del polo sur lunar, alternativamente.
Por último, hay un pequeño efecto llamado libración diurna. Esta es consecuencia de la rotación de la Tierra, que lleva a un observador primero a un lado y luego a otro lado de la línea de unión entre el centro de la Tierra y centro de la Luna, permitiendo la observación primero de un lado de la Luna y luego del otro. De manera metafórica, sería como si un observador, ante la fachada de un edificio, caminara a la derecha (viendo parte de la fachada derecha) y luego caminara a la izquierda (viendo parte de la fachada izquierda), y viceversa.
La combinación de todas estas libraciones permite que un observador ubicado en la Tierra pueda ver más de la mitad de la esfera lunar, llegando a conocerse así un 59 % del globo lunar mediante observaciones efectuadas desde la Tierra.

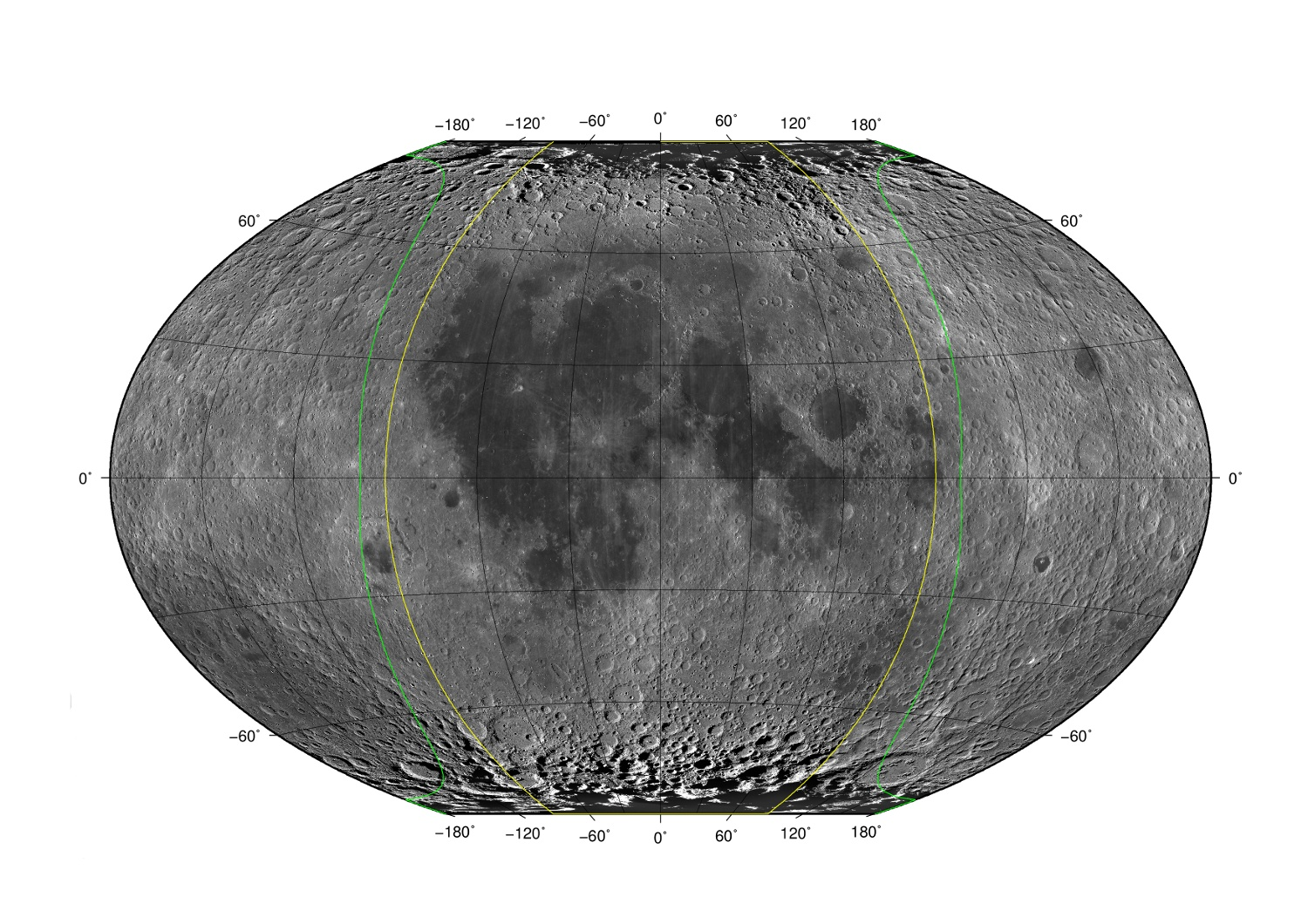
Extensión teórica de la superficie lunar observable por la libración (zona entre las líneas verdes y amarillas) (proyección de Winkel-Tripel).